# Sven Nordin
Sven Audun Nordin (Oslo, 6 februari 1957) is een Noorse toneel-, film- en televisieacteur.

## Biografie
Nordin groeide op in de wijk Grefsen in Oslo, waar hij in 1976 succesvol zijn eindexamen afrondde. Daarna ging hij naar de Romerike Folkehøgskole in Jessheim, werkte hij bij het Nationaltheatret en werd hij in 1979 toegelaten tot de toneelopleiding aan de Statens teaterhøgskole. In 1981 kreeg hij zijn eerste vaste aanstelling bij het Oslo Nye Teater. Nationaal werd Nordin bekend onder meer door de sitcom Mot i brøstet, die van 1992 tot 1997 werd uitgezonden.

## Onderscheidingen
- 1989: Blå fugl (no) voor zijn rol als Henrik Wergeland in het hoorspel Roser i ørkenen
- 2004:  Solprisen (no)
- 2007: Heddaprisen in de categorie 'beste mannelijke acteur' voor in de rol in het theaterstuk Markens grøde
- 2007: Kritikerprisen (no) voor zijn rol in het theaterstuk Markens grøde
- 2009: Ridder der Eerste Klasse in de Orde van Sint-Olaf
- 2011: Gammleng-prisen in de categorie 'acteur'
- 2011: Juryprijs van het Internationaal filmfestival van Tallinn in de categorie 'acteur' voor zijn acteerwerk in de film Sønner av Norge
- 2012: Kanonprisen (no) in de categorie 'beste bijrol' voor zijn acteerwerk in de film Sønner av Norge
- 2016: Wenche Foss’ ærespris (no)
- 2021: Gullruten (no) in de categorie 'beste bijrol' voor zijn acteerwerk in de televisieserie Rådebank

## Filmografie (selectie)
- 1985: The Last Place on Earth (no) - als Tryggve Gran (no) (4 afl.)
- 1993: Mot i brøstet (no) - als Nils Svendsen (141 afl.)
- 2004: Hos Martin (no) - als Martin Amundsen (39 afl.)
- 2005: Ved kongens bord (no) - als Harald Dahl (6 afl.)
- 2002: Hafið - als Morten
- 2010: Wallander - als Manfred (1 afl.)

- 2011: Sønner av Norge (no) - als Magnus
- 2012: Lilyhammer - als advocaat Julius Backe (6 afl.)
- 2014-2015: Blå ögon - als Gunnar Elvestad (10 afl.)
- 2016: Børning 2 (no) - als Doffen
- 2017: Valkyrien (no) - als Ravn (8 afl.)
- 2019-2024: Wisting (no) - als William Wisting (25 afl.)

- 2020-2021: Farfar (no) - als Johnny (21 afl.)
- 2021: Rådebank (no) - als Arvid Klevstul (8 afl.)
- 2023: Poromafia - als Tuomari (8 afl.)
- 2023: Snøfall (no) - als Tore (24 afl.)
- 2023-2024: Familjen Andersson - als Oddvar (13 afl.)